# Yann Aguila
Yann Aguila, né le 20 juillet 1964 à Aix-en-Provence, est avocat au barreau de Paris.  
Ancien membre du Conseil d'État, Yann Aguila en a été le secrétaire général adjoint et a assuré les fonctions de commissaire du gouvernement près ses formations contentieuses. Il enseigne le droit public à l'École de formation professionnelle des barreaux de la cour d'appel de Paris. Il est professeur affilié à l'Institut d'études politiques de Paris où il donne des cours de droit public et des cours de "Global environmental governance". 

## Biographie

### Jeunesse et études
Yann Aguila a étudié au sein de la faculté de droit de l'université d'Aix-Marseille, ainsi qu'à l'Institut d'études politiques d'Aix-en-Provence. Il est un ancien élève de l'École nationale d'administration (promotion Jean Monnet (1990)).
Son père était avocat et son frère est avocat pénaliste.

### Parcours professionnel
Il intègre le Conseil d'État la même année et rejoint, en 1994, le cabinet du secrétaire général du gouvernement (Renaud Denoix de Saint Marc puis Jean-Marc Sauvé) en tant que conseiller technique. Il est alors nommé commissaire du gouvernement.
Il devient, en septembre 1995, conseiller juridique du président de la République du Sénégal (Abdou Diouf puis Abdoulaye Wade).
Il réintègre le Conseil d'État en février 2001, pour occuper les fonctions de secrétaire général adjoint. 
De 2004 à 2008, il est commissaire du gouvernement à la Section du contentieux. Il a notamment conclu sur les affaires du Clemenceau et KPMG (2006, consécration du principe de sécurité juridique), ou encore sur l'affaire Commune d'Annecy (2008, valeur constitutionnelle de la Charte de l'environnement). 
Parallèlement, il a été Directeur de la Mission de recherche Droit et Justice, organisme de soutien à la recherche rattaché au ministère de la Justice (2004-2009).
En 2009, il est nommé assesseur à la 6e sous-section de la Section du contentieux du Conseil d'État. 
En septembre 2011, il devient avocat et rejoint le cabinet Bredin-Prat où il crée et dirige le département de Droit public.
Il démissionne du Conseil d'Etat le 1er septembre 2021.

### Autres activités
Il préside la Commission Environnement du Club des juristes, auteur de plusieurs rapports proposant des améliorations du droit de l'environnement, notamment : "Mieux réparer le dommage environnemental" (2012) et "Améliorer l'efficacité du droit international de l'environnement" (2015). 
En 2017, avec Laurent Fabius (président du Conseil constitutionnel et ancien président de la COP 21), il lance l'initiative d'un Pacte mondial pour l'environnement, projet qui a été porté à l'ONU par le Président Emmanuel Macron, et sur lequel des négociations internationales ont été ouvertes par une résolution de l'Assemblée générale des Nations unies du 10 mai 2018. En 2020, il crée la "Global Pact Coalition", organisation internationale accréditée à l'ONU, destinée à promouvoir le projet de Pacte mondial pour l'environnement.    
En 2014, il reçoit le Prix du livre juridique pour son ouvrage Droit public français et européen, co-écrit avec Bernard Stirn, ancien président de la Section du contentieux du Conseil d'État. Il est également le co-auteur de « A Global Pact for the Environment: Legal Foundations » (Yann Aguila & Jorge E. Viñuales (eds), Cambridge: C-EENRG, 2019) et « Principios de Derecho Ambiental y Agenda 2030 » (Yann Aguila, Carlos de Miguel Perales, Victor Tafur & Teresa Parejo, Tirant  lo Blanch, 2019).